# Hemsömmerskor i Lund
Hemsömmerskor i Lund var en svensk fackförening för sömmerskor, grundad 1886. Den spelade en pionjärroll som den första fackföreningen för kvinnor i Sverige.
Under denna tid var sömmerska ett traditionellt mycket vanligt yrke för kvinnor, men det fanns ingen organisation för sömmerskor, även om en välgörenhetsorganisation hade grundats för deras skydd några år tidigare. Föreningen bildades av hemsömmerskor i Lund 1886. Syftet var att arbeta för bättre arbetsförhållanden för sömmerskor. Specifikt ville man verka för höjda löner. 
Föreningen varade i ungefär femton år och upplöstes i början av 1900-talet.